# Jack Cunningham
John Anderson Cunningham, baron Cunningham of Felling (ur. 4 sierpnia 1939 w Durham) – brytyjski polityk, członek Partii Pracy, minister w pierwszym rządzie Tony’ego Blaira, wcześniej minister w laburzystowskich gabinetach cieni.

## Życiorys
Kształcił się w Jarrow Grammar School oraz w Bede College na uniwersytecie w Durham. W 1962 r. uzyskał tam tytuł bakałarza nauk ścisłych z chemii. W 1967 r. uzyskał doktorat z filozofii. Następnie pracował w General and Municipal Workers’ Union. W 1970 r. został wybrany do Izby Gmin z ramienia Partii Pracy jako reprezentant okręgu Whitehaven. Po zniesieniu tego okręgu reprezentował okręg Copeland.
Od 1983 r. był członkiem laburzystowskiego gabinetu cieni. W 1992 r. prowadził kampanię wyborczą Partii Pracy. W latach 1992–1994 był ministrem spraw zagranicznych w gabinecie cieni Johna Smitha. Po zwycięskich dla jego ugrupowania wyborach 1997 r. został ministrem rolnictwa, rybołówstwa i żywności. Na tym stanowisku działał m.in. na rzecz obniżenia unijnego embarga na brytyjską wołowinę, nałożonego po wykryciu w Wielkiej Brytanii choroby szalonych krów. W 1998 r. Cunningham został ministrem w Urzędzie Gabinetu oraz Kanclerzem Księstwa Lancaster. W 1999 r. zrezygnował z miejsca w gabinecie.
W następnych latach zasiadał w tylnych ławach parlamentu, ale wciąż posiadał znaczne wpływy w partii. W 2005 r. zrezygnował ze startu w kolejnych wyborach parlamentarnych. 27 czerwca 2005 r. został kreowany dożywotnim parem jako baron Cunningham of Felling. W Izbie Lordów jest przewodniczącym międzypartyjnego komitetu ds. określania uprawnień Izby Lordów.
Od 1964 r. jest mężem Maureen Appleby. Ślub odbył się w Durham. Małżonkowie mają razem syna i dwie córki. Cunninghamowie mieszkają niedaleko Stocksfield w hrabstwie Northumberland.